# Лук Жакемонта
Лук Жакемонта (лат. Allium jacquemontii) — многолетнее травянистое растение, вид рода Лук (Allium) семейства Луковые (Alliaceae).

## Этимология
Вид назван в честь французского ботаника Виктора Жакмона (фр. Victor Jacquemont, 1801—1832).

## Распространение и экология
В природе ареал вида охватывает восток Афганистана, Пакистан, северо-запад Индии и Китая.
Произрастает на каменистых склонах в нижнем поясе гор.

## Ботаническое описание
Луковица яйцевидная, диаметром 0,5—1 см, наружные оболочки сероватые, почти бумагообразные, с почти параллельными жилками. Луковички немногочисленные, беловатые, некрылатые, с тонкими жилками. Стебель высотой 15—35 см, на четверть или на треть одетый гладкими, расставленными  влагалищами листьев.
Листья в числе двух—трёх, шириной 1—2 мм, полуцилиндрические, желобчатые, дудчатые, гладкие или реже шероховатые, короче стебля.
Чехол кругом отрывающийся, рано опадающий. Зонтик коробочконосный, полушаровидный, густой, многоцветковый. Цветоножки почти равные, в полтора—два раза длиннее околоцветника, без прицветников. Листочки колокольчатого при основании пупочковидного околоцветника розовые, с грязно-пурпурной жилкой, почти равные, немного оттянутые, продолговато-ланцетные, острые, наружные немного шире внутренних, длиной 5—6 мм. Нити тычинок в половину короче листочков околоцветника, на треть между собой и с околоцветником сросшиеся, цельные, наружные узкотреугольные, внутренние широкотреугольные.

## Таксономия
Вид Лук Жакемонта входит в род Лук (Allium) семейства Луковые (Alliaceae) порядка Спаржецветные (Asparagales).
|  |                                      |  |                                                             |                                                             |                   |  | ещё 24 семейства (согласно Системе APG II) | ещё 24 семейства (согласно Системе APG II) |                     |  |  |  | ещё более 870 видов |
|  |                                      |  |                                                             |                                                             |                   |  | ещё 24 семейства (согласно Системе APG II) | ещё 24 семейства (согласно Системе APG II) |                     |  |  |  | ещё более 870 видов |
|  |                                      |  |                                                             | порядок Спаржецветные                                       |                   |  |                                            |                                            | род Лук             |  |  |  |                     |
|  |                                      |  |                                                             | порядок Спаржецветные                                       |                   |  |                                            |                                            | род Лук             |  |  |  |                     |
|  | отдел Цветковые, или Покрытосеменные |  |                                                             |                                                             | семейство Луковые |  |                                            |                                            | вид Лук Жакемонта   |  |  |  |                     |
|  | отдел Цветковые, или Покрытосеменные |  |                                                             |                                                             | семейство Луковые |  |                                            |                                            |                     |  |  |  |                     |
|  |                                      |  | ещё 44 порядка цветковых растений (согласно Системе APG II) | ещё 44 порядка цветковых растений (согласно Системе APG II) |                   |  |                                            | ещё около 300 родов                        | ещё около 300 родов |  |  |  |                     |
|  |                                      |  |                                                             | ещё 44 порядка цветковых растений (согласно Системе APG II) |                   |  |                                            |                                            | ещё около 300 родов |  |  |  |                     |